# Natator depressus
La tartaruga a dorso piatto (Natator depressus Garman, 1880) è una tartaruga marina endemica della piattaforma continentale australiana. Come altre tartarughe marine, appartiene alla famiglia dei Chelonidi ed è l'unica specie del genere Natator McCulloch, 1908.
Il nome generico, Natator, significa «nuotatore» in latino, mentre quello specifico, depressus, che nella stessa lingua vuol dire «piatto», si riferisce alla forma del carapace. I popoli aborigeni conoscono quest'animale con vari nomi; ad esempio, i Bardi la chiamano barwanjan e i Wunambil madumal.

## Descrizione
Il carapace degli esemplari adulti misura in media 90 cm di lunghezza. È appiattito, ha i margini rivolti all'insù e presenta quattro paia di scaglie costali in più delle altre tartarughe marine. Le regioni superiori sono di colore grigio-oliva, mentre quelle inferiori sono più chiare. Caratteristico di questa specie è il paio di scaglie situate sulla parte anteriore della testa.

## Distribuzione e habitat

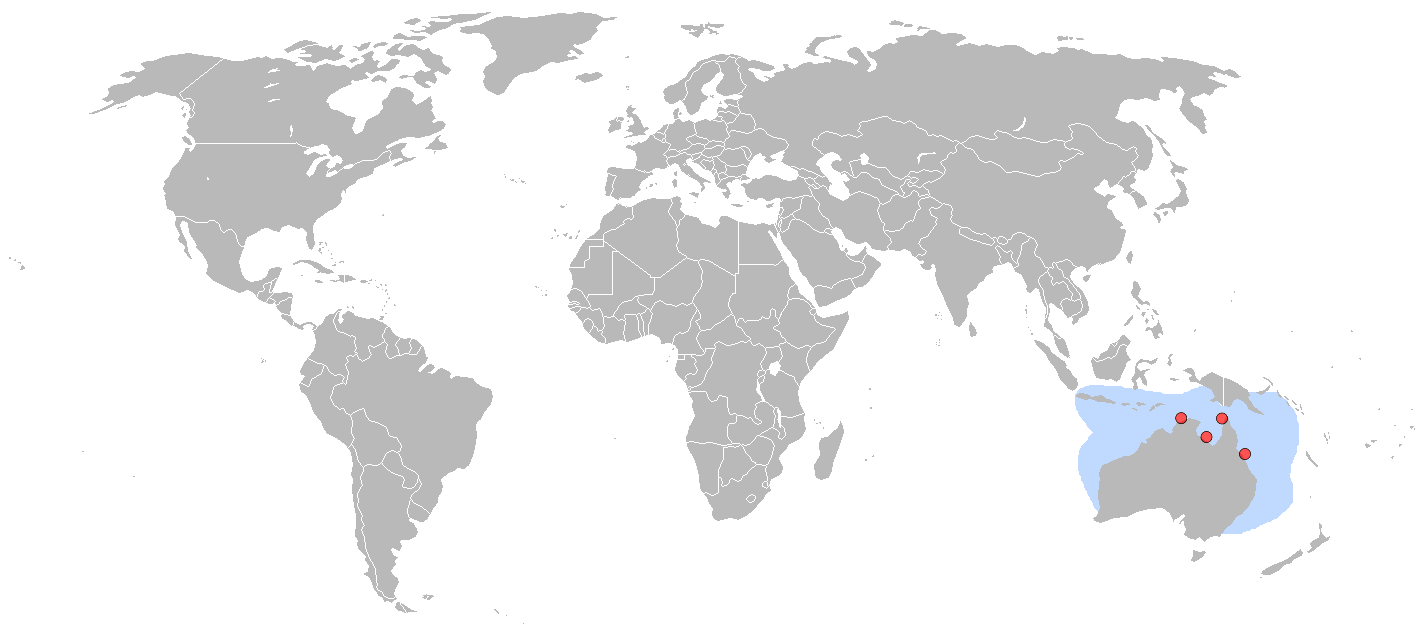
Areale di Natator depressus. I cerchi rossi indicano i principali siti di nidificazione.

Le tartarughe a dorso piatto si incontrano solitamente nelle baie, sui bassi fondali ricchi di alghe, nelle barriere coralline, negli estuari e nelle lagune lungo le coste settentrionali dell'Australia e al largo delle coste della Papua Nuova Guinea.
Possono spingersi in cerca di cibo anche in acque indonesiane e papua, ma nidificano solamente in Australia, più precisamente lungo la metà settentrionale del Paese, da Exmouth, nell'Australia Occidentale, al Parco di Conservazione di Mon Repos, nel Queensland. Il sito di nidificazione più importante è Crab Island, nella parte occidentale dello Stretto di Torres. La nidificazione, tuttavia, può avvenire anche sulle isole della Grande Barriera Corallina meridionale e sulle spiagge a nord di Gladstone, così come sulle isolette nei pressi della stessa località.

## Biologia

### Alimentazione
La tartaruga a dorso piatto si nutre di una grande varietà di organismi, come erbe marine, invertebrati marini, tra cui molluschi, meduse e gamberetti, e perfino pesci. Mangia anche coralli morbidi, cetrioli di mare e altre creature dal corpo morbido.

### Riproduzione
La tartaruga a dorso piatto è insolita, poiché, tra tutte le tartarughe marine, è quella che depone il minor numero di uova, sebbene queste siano più grandi di quelle delle altre specie. Come in queste ultime, però, la femmina giunge sulla stessa spiaggia dove era nata più di 30 anni fa, per deporre a sua volta le uova.

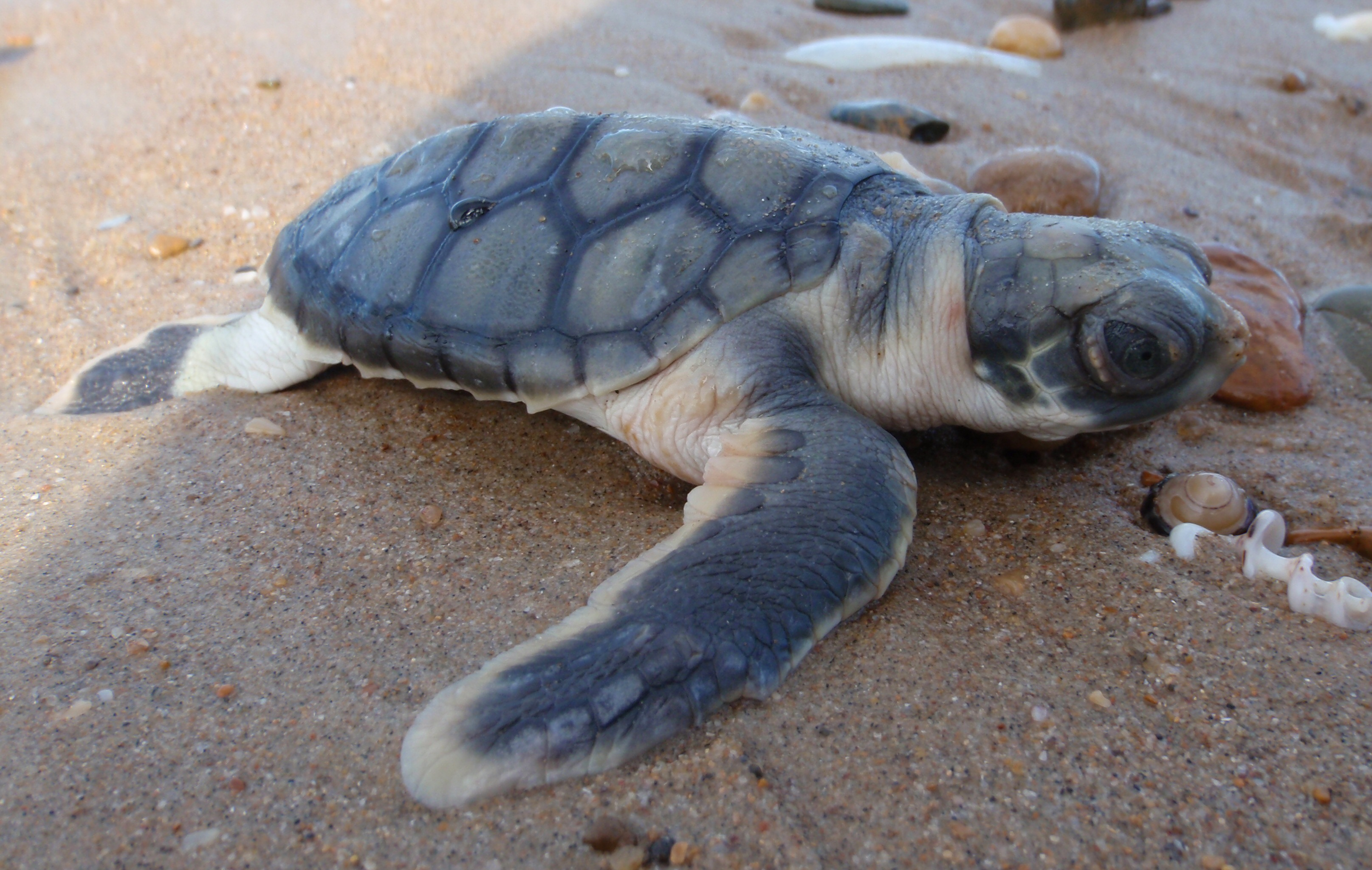
Un piccolo di tartaruga a dorso piatto cerca di raggiungere il mare.

I maschi non ritornano mai sulla costa e infatti l'accoppiamento, che dura circa un'ora e mezzo, avviene in mare. La femmina scava prima una cavità con le zampe anteriori per togliere via gli strati più superficiali di sabbia asciutta; in seguito utilizza le zampe posteriori per costruire una piccola camera di incubazione. Depone allora una covata di 50-75 uova che ricopre gettandovi prima sabbia con le zampe posteriori e poi con quelle anteriori. Nel corso dell'intera stagione della nidificazione ogni femmina depone in tutto 1-4 covate ogni 16-17 giorni, utilizzando nidi diversi. Esse si riproducono solo ogni 2-3 anni. Ogni covata è composta in media da 54 uova e le colonie dove la specie nidifica sono di solito poco numerose.
Le uova sono vulnerabili alla predazione da parte di dingo, varani delle sabbie (Varanus gouldii) e volpi, creature nocive, queste ultime, introdotte dall'uomo. In alcuni siti di nidificazione ben conosciuti, come Port Hedland, l'attività umana ha arrecato disturbo alle abitudini riproduttive della specie. Gli esemplari adulti rimangono talvolta intrappolati nelle reti dei pescherecci; inoltre, in tutto l'areale, la carne di questa tartaruga viene ancora consumata dagli aborigeni.
I piccoli di tartaruga a dorso piatto sono i più grandi tra quelli di qualunque altra tartaruga. La schiusa è il periodo più pericoloso per i membri di questa specie. Guidati dalla bassa linea dell'orizzonte, i neonati si dirigono verso il mare. La loro unica difesa contro gli attacchi degli uccelli e dei granchi sta nel numero. Tuttavia, perfino una volta giunti in mare non sono al sicuro. Squali e pesci pattugliano le acque basse nel tentativo di catturarne qualcuno. Gli studiosi stimano che solo un esemplare su cento riesca a raggiungere l'età adulta. Comunque, una volta divenute adulte, queste tartarughe hanno pochissimi predatori. La curva di sopravvivenza della specie è nota come Tipo III: nelle specie con questa curva i piccoli hanno un tasso di mortalità elevatissimo, mentre gli adulti prosperano.

## Conservazione
La tartaruga a dorso piatto viene considerata una specie vulnerabile nell'Australia Occidentale, ma la Lista Rossa della IUCN la considera di status sconosciuto, poiché ritiene che i dati finora raccolti non siano sufficienti a valutare a pieno le sue condizioni.
Le popolazioni che nidificano nel nord-ovest del Kimberley sono minacciate dallo sviluppo industriale e necessitano di un'adeguata protezione.